# Avenida Francisco de Aguirre (Tucumán)
La Avenida Francisco de Aguirre es una avenida de San Miguel de Tucumán, Tucumán, Argentina. Se extiende desde Camino del Perú hasta las avenidas Juan B. Justo y Alfonsina Storni, en el límite norte del municipio de la capital. Lleva el nombre del militar, explorador y conquistador Francisco de Aguirre, quien fuera fundador de la ciudad de Santiago de Estero y teniente gobernador de Tucumán.

## Historia
La avenida fue creada como expansión de los ejidos de la ciudad hacia el norte a fines del siglo XIX, siendo conocida originalmente como Boulevard de Los Ejidos. La avenida, con el desarrollo de barrios cercanos como El Colmenar, Lomas de Tafí, Cebil Redondo, entre otros, propició que la avenida se transformara en una de las más transitadas de Tucumán y que adquiriera un perfil comercial. Por ello, en 2010 se pavimentó la avenida entre Ejército del Norte y Castro Barros, ya que era el único tramo no pavimentado. La obra fue inaugurada el 5 de octubre de 2010, y permitió ampliar la avenida a dos carriles de cada sentido con 12 metros de ancho.

## Sitios de Interés
A lo largo de esta avenida se desarrollan varios lugares de interés y emblemáticos:
- Escuela de Oficios Gral. Manuel Belgrano
- Hogar de menores Gral. Manuel Belgrano
- Hospital Nuestra Señora del Carmen
- Centro Integral Animal Municipal
- Supermercado Vea
- Capilla Santa Rosa de Lima